# Condado de Billings
O Condado de Billings é um dos 53 condados do estado norte-americano da Dakota do Norte. A sede do condado é Medora, e sua maior cidade é Medora. O condado possui uma área de 2 987 km² (dos quais 5 km² estão cobertos por água), uma população de 888 habitantes, e uma densidade populacional de 0,3 hab/km² (segundo o censo nacional de 2000). O condado foi fundado em 4 de maio de 1879.